# Itha Stucki
Itha Stucki (* um 1370; † 1442 in Freiburg im Üechtland) war ein Opfer der Hexenverfolgung und die erste namentlich bekannte hingerichtete Freiburger Hexe.

## Leben
Itha Stucki war Tochter des Rudolf Baumgarten und der Agnes von Engy in der Herrschaft Grasburg. Sie wurde 1391 erstmals in Freiburg als Ehefrau des Willi Stucki erwähnt. Er war Sohn des Bauern Wilhelm Stucki in Äschlenberg und wurde 1416 Ausbürger von Freiburg.
Itha Stucki wurde 1429 erstmals in Freiburg als Hexe verhört. Im nächsten Jahr folgte das zweite Verhör im Rahmen des grossen Freiburger Waldenserprozesses. Vermutlich wurde sie beide Male mit einem Reinigungseid entlassen. Gegen Ende der ersten Freiburger Hexenverfolgung zwischen 1437 und 1442 wurde sie mit ihrem Sohn Peter als erste Freiburger Hexe hingerichtet. Für Kathrin Utz Tremp zeigt ihr Fall, «wie fliessend der Übergang von der Häresie- zur Hexenverfolgung in Freiburg war». Beides sei zur Domestizierung des Umlandes der Stadt genutzt worden.

## Belege
1. 1 2  Kathrin Utz Tremp: Itha Stucki. In: Historisches Lexikon der Schweiz.  2. Juli 2012.

| Personendaten    | Personendaten                                |
| ---------------- | -------------------------------------------- |
| NAME             | Stucki, Itha                                 |
| ALTERNATIVNAMEN  | Baumgarten, Itha (Geburtsname)               |
| KURZBESCHREIBUNG | Opfer der Hexenverfolgung im Kanton Freiburg |
| GEBURTSDATUM     | vor 1391                                     |
| GEBURTSORT       | Herrschaft Grasburg                          |
| STERBEDATUM      | 1442                                         |
| STERBEORT        | Freiburg im Üechtland                        |